# Посёлок отделения № 2 совхоза «АМО»
Посёлок отделения № 2 совхоза «АМО» отделения № 2 совхоза «АМО» — посёлок в Новоаннинском районе Волгоградской области России, в составе Амовского сельского поселения.
Население — 132 (2010)

## История
Посёлок отделения № 2 совхоза «АМО» впервые упоминается в списке населенных пунктов Ново-Анненского района Сталинградской области на 20 ноября 1939 года. Посёлок входил в поселковый совет при зерносовхозе «АМО»

## Общая физико-географическая характеристика
Посёлок находится в степной местности, в пределах Хопёрско-Бузулукской равнины, являющейся южным окончанием Окско-Донской низменности, при небольшой балке, прилегающей к балке Перевозинке (левый приток реки Бузулук). Центр населённого пункта расположен на высоте около 145 метров над уровнем моря. Почвы — чернозёмы южные и чернозёмы обыкновенные.
Географическое положение
По автомобильным дорогам расстояние до областного центра города Волгоград составляет 250 км, до районного центра города Новоаннинский — 48 км, до посёлка совхоза «АМО» — 7 км.
Климат
Климат умеренный континентальный (согласно классификации климатов Кёппена — Dfb). Расчётная многолетняя норма осадков — 452 мм. Наибольшее количество осадков выпадает в июне — 52 мм, наименьшее в феврале и марте — по 25 мм. Среднегодовая температура положительная и составляет + 6,6 °С, средняя температура самого холодного месяца января −9,3 °С, самого жаркого месяца июля +21,7 °С.
Часовой пояс
Посёлок отделения № 2 совхоза "АМО", как и вся Волгоградская область, находится в часовой зоне МСК (московское время). Смещение применяемого времени относительно UTC составляет +3:00.

## Население
Динамика численности населения по годам:
| 1987 | 2002 |
| ---- | ---- |
| ≈270 | 197  |

| 2010 |
| ---- |
| 132  |

## Транспорт
Ближайшая железнодорожная станция расположена в 13 км в посёлке Панфилово.